# Dornach
Dornach (toponimo tedesco) è un comune svizzero di 6 538 abitanti del Canton Soletta, nel distretto di Dorneck del quale è capoluogo.

## Monumenti e luoghi d'interesse

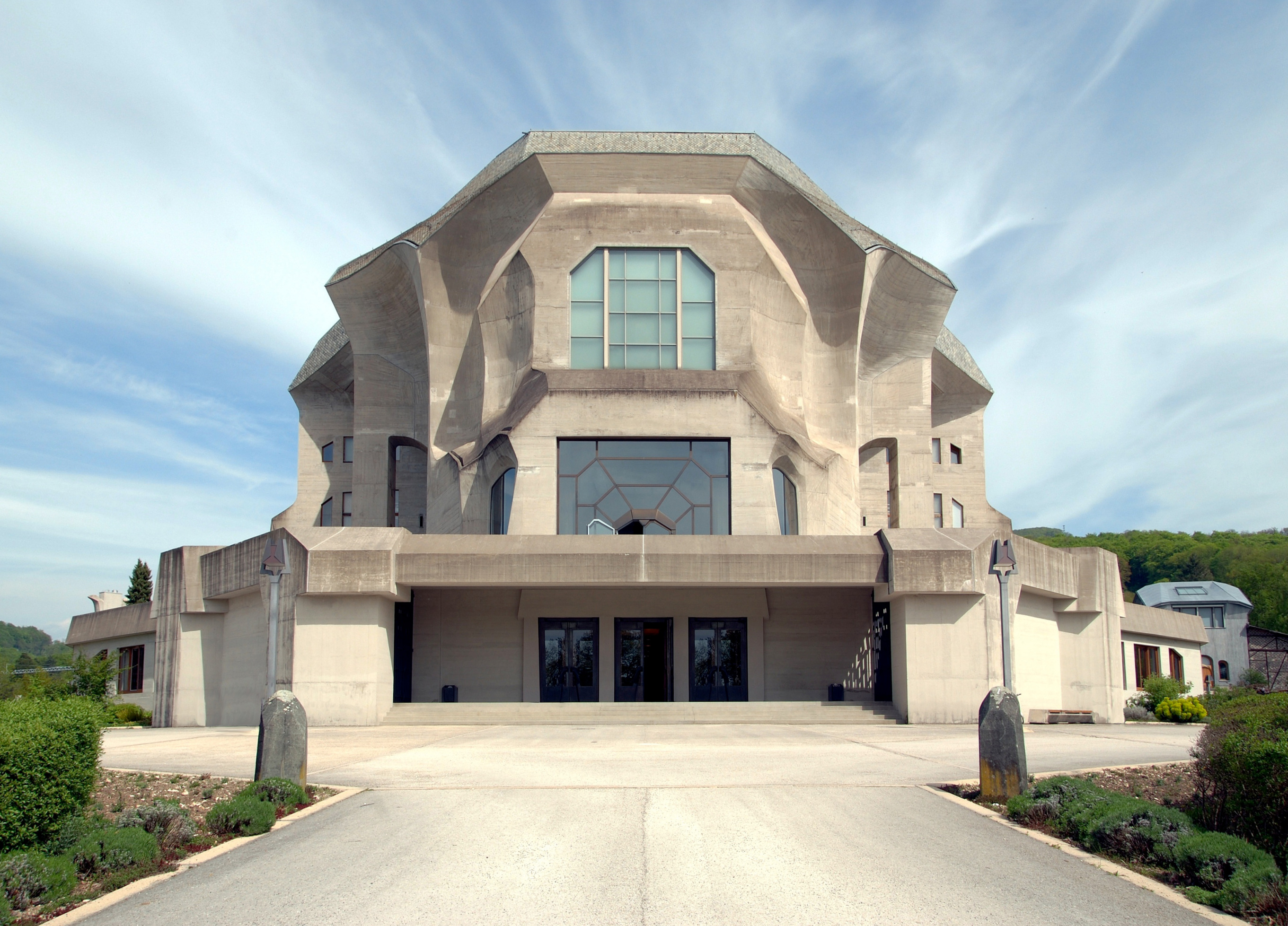
Il Goetheanum

Dornach è conosciuto soprattutto per l'edificio dedicato a Goethe, il Goetheanum, centro mondiale dell'antroposofia; fatto erigere dal fondatore della Società, Rudolf Steiner, il Goetheanum è oggi meta di pellegrinaggio di molti seguaci dell'antroposofia.

## Economia
Vi trova sede un sito produttivo della fonderia Swissmetal Boillat SA.

## Infrastrutture e trasporti

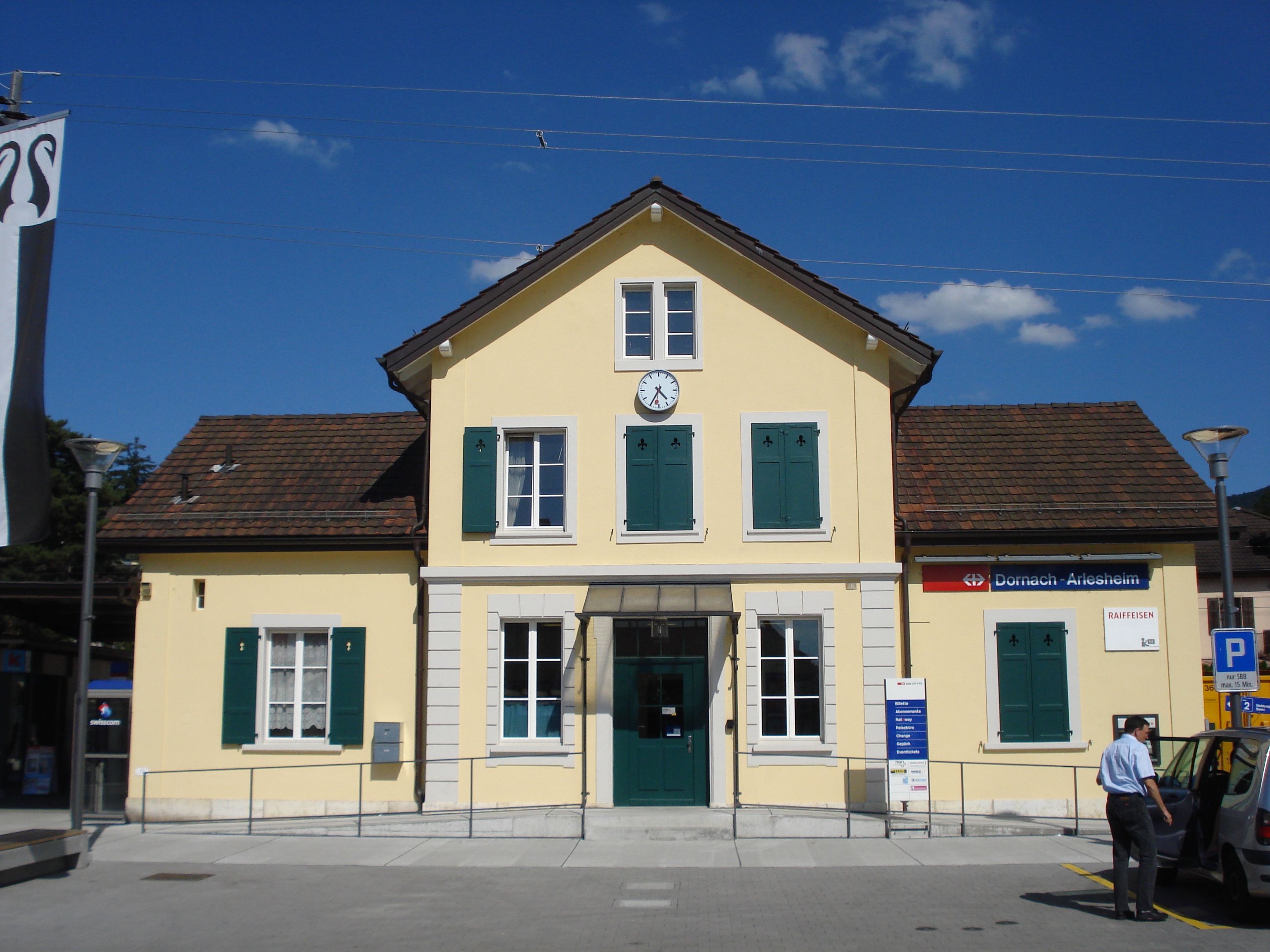
La stazione di Dornach-Arlesheim

Arlesheim è servita dalla stazione di Dornach-Arlesheim sulla ferrovia Basilea-Bienne.